# Kathryn Graysonová

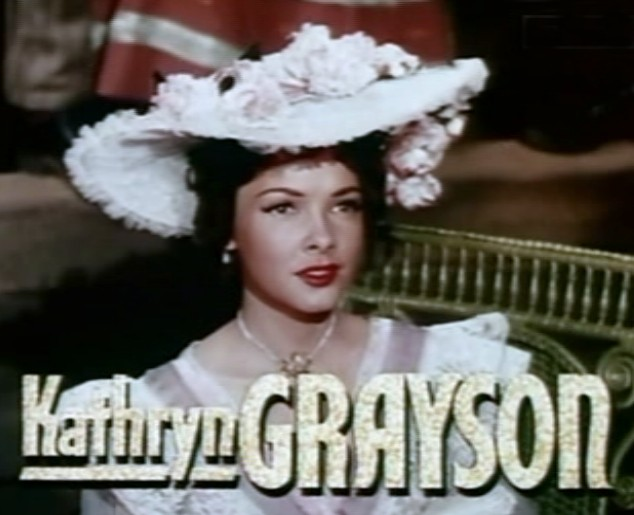
Kathryn Graysonová ve filmu The Toast of New Orleans v roce 1950

Zelma Kathryn Elisabeth Hedricková (9. února 1922 Winston-Salem – 17. února 2010 Los Angeles) byla americká herečka a sopránistka.

## Životopis
Narodila se 9. února 1922 ve městě Winston-Salem v Severní Karolíně jako jedno ze čtyř dětí stavebního dodavatele a realitního makléře Charlese Hedricka a Lillian Hedrickové (rodným jménem Graysonová). V roce 1927 se s rodinou přestěhovala do Kirkwoodu v Missouri. V jejích 15 letech se znovu stěhovali, tentokrát do Los Angeles v Kalifornii. V Los Angeles chodila na Manual Arts High School a věnovala se zpěvu. Když její píseň hráli v rádiu, oslovil ji hledač talentů od společnosti Metro-Goldwyn-Mayer. Studio s ní brzy podepsalo smlouvu a dostala také několik hereckých lekcí. Než se začala věnovat herectví, dělala reklamní fotografie a plakáty.
Hereckou kariéru zahájila v roce 1941 „béčkovou“ romantickou komedií Andy Hardy's Private Secretary (~ Soukromá sekretářka Andyho Hardyho). V průběhu 40. let byla často obsazována do muzikálů s mnoha filmovými hvězdami své doby, například s Gene Kelly či Mario Lanzou. Její nejslavnější role však přišly až v 50. letech, kdy hrála v muzikálu Show Boat společně s Avou Gardnerovou a Howardem Keelem.
V roce 1953 od společnosti Metro-Goldwyn-Mayer odešla a později natočila už jen jeden film pro společnost Paramount. Delší dobu poté se živila pouze jako divadelní herečka, a pracovala i v nočních klubech.
Jejím prvním manželem se v roce 1941 stal John Shelton, ale o pět let později se rozvedli. Jejím druhým manželem byl Johnnie Jonhston, se kterým se vzali 22. srpna 1947 a měli spolu dceru Patriciu Kathryn Johnstonovou. I s ním se však po čtyřech letech rozvedla.
Kathryn Graysonová zemřela ve spánku ve svém domě v Los Angeles 17. února 2010 ve věku 88 let.

## Filmografie

### Filmy
- 1956 The Vagabond King, režie Michael Curtiz
- 1953 Líbej mě Katko, režie George Sidney
- 1953 So This Is Love, režie Gordon Douglas
- 1953 The Desert Song, režie H. Bruce Humberstone
- 1952 Lovely to Look at, režie Mervyn LeRoy, Vincente Minnelli
- 1951 Grounds for Marriage, režie Robert Z. Leonard
- 1951 Show Boat, režie George Sidney
- 1950 The Toast of new Orleans, režie Norman Taurog
- 1949 That Midnight Kiss, režie Norman Taurog
- 1948 The Kissing Bandit, režie László Benedek
- 1947 It Happened in Brooklyn, režie Richard Whorf
- 1946 Till the Clouds Roll by, režie Richard Whorf, George Sidney, Vincente Minnelli
- 1946 Two Sisters from Boston, režie Henry Koster
- 1945 Ziegfeldův kabaret, režie (6 různých vč. Norman Taurog a Vincente Minnelli)
- 1945 Zvedejte kotvy, režie George Sidney
- 1943 Thousand Cheer, režie George Sidney
- 1942 Rio Rita, režie S. Sylvan Simon
- 1942 Seven Sweethearts, režie Frank Borzage
- 1942 The Vanishing Virginian, režie Frank Borzage
- 1941 Andy Hardy's Private Secretary, režie George B. Seitz
- 1939 Andy Hardy Gets Spring Fever, režie W. S. Van Dyke[4]

### Seriály
- 1984 To je vražda, napsala, režie (28 různých)